# Erik Valkendorf
Erik Valkendorf (* 1465 in Dänemark; † 28. November 1522 in Rom) war der vorletzte katholische Erzbischof in Norwegen.

## Leben

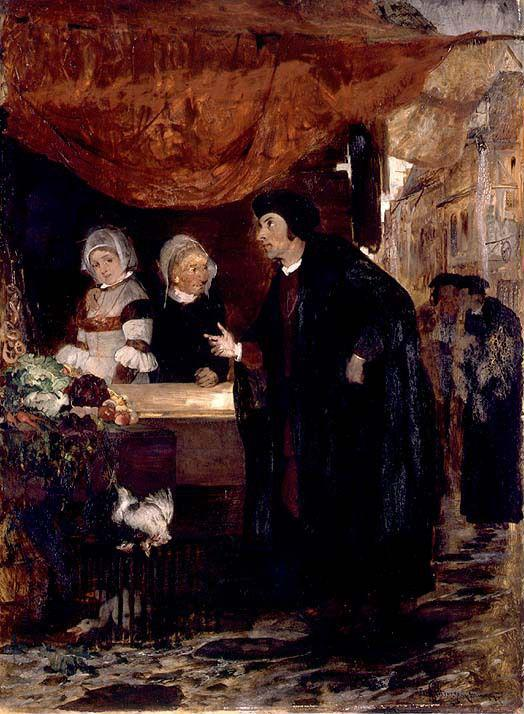
Erik Valkendorf trifft Sigbrit Willums und ihre Tochter Dyveke Sigbritsdatter in Bergen um 1507; Gemälde von Eilif Peterssen 1876

Erik Valkendorf entstammte aus einem ursprünglich deutschen Adelsgeschlecht, das im 14. Jahrhundert in Dänemark ansässig wurde. Er war Onkel von Christoffer Valkendorff.
Er immatrikulierte sich 1491 an der Universität Greifswald, wo er im Jahr darauf den Grad eines Baccalaureus erwarb. Später wurde er zum Priester geweiht und erwarb auch den Magistergrad. Er war in den 1490er Jahren in der Danske Kancelli beschäftigt und ab 1499 als Sekretär ein enger Vertrauter des Kronprinzen  Herzog Christian. Nach dem Tod von Erzbischof Gaute Ivarsson 1510 wählte das Domkapitel zunächst Jens Krabbe zu dessen Nachfolger, aber dem Herzog und seinem Vater, König Johann I., gelang es, beim Papst die Ernennung Valkendorfs zum Erzbischof von Nidaros zu erlangen. Valkendorf erhielt in Rom die Bischofsweihe und nahm 1511 von seinem Erzbistum Besitz. Am 10. November 1511 trug sich „D. Ericus archiepiscopus Nidrosiensis“ in Rom in das Bruderschaftsbuch des Collegio Teutonico di Santa Maria dell’Anima ein. 1514 krönte er Christian II. zum König von Norwegen. 
Er förderte besonders die Liturgie und ließ 1519 mit dem Missale Nidrosiense und dem Breviarium Nidrosiense die ersten Bücher für Norwegen drucken. Nach einer Visitationsreise in die Finnmark verfasste er eine (erst im 20. Jahrhundert gedruckte) Beschreibung dieser Landschaft.
1521 kam es zu einem Konflikt zwischen ihm und dem König, der die kirchliche Macht beschneiden wollte. Valkendorf übertrug Olav Engelbrektsson, dem Dekan im Domkapitel zu Nidaros, die Leitung seiner Diözese und reiste nach Dänemark. Ein Sturm trieb ihn bis Amsterdam, wo er eine heftige Auseinandersetzung mit König Christian hatte. Er reiste weiter nach Rom, um Papst Leo X. die Sache vorzulegen, traf aber erst kurz nach dessen Tod ein. Noch bevor es zu einer Audienz mit dessen Nachfolger Hadrian VI. kam, starb Valkendorf.

## Schriften
- K. H. Karlsson, G. Storm (Hrsg.): Finmarkens beskrivelse. In: Aarbog for Det norske geografiske selskab, Jg. 12, 1900–01, S. 1–23.